# 霍奎厄姆
霍奎厄姆（英語：Hoquiam，發音： /ˈhoʊkwi.əm/ 美國字典發音： hōk′·wē·əm）位於美國華盛頓州格雷斯港县。此市與東邊的亞伯丁以 Myrtle 街相隔。這兩個城市在伐木業和出口業上有共同的經濟歷史，但霍奎厄姆有較為獨立的地位。阿伯丁擁有較多的人口，但兩市間已經竸爭了一段時間，尤其是在高中運動方面。
霍奎厄姆（Ho'-kwee-um 或當地發音 Ho-kwim）在1890年5月21日組織起來，它在印第安人語言中的意思為「hungry for wood」。

## 相片集

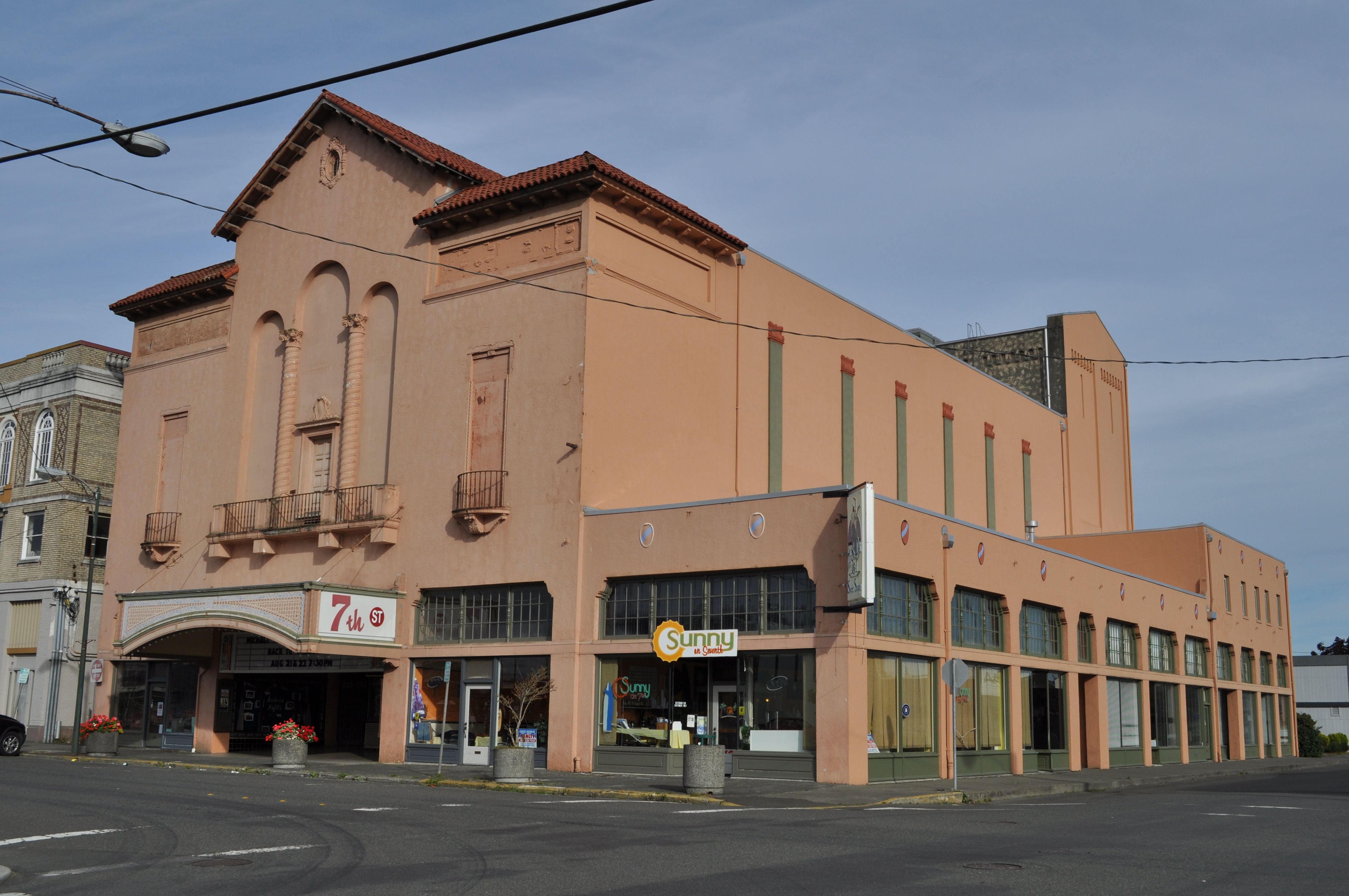
第七街戲院，被列在國家史蹟名錄
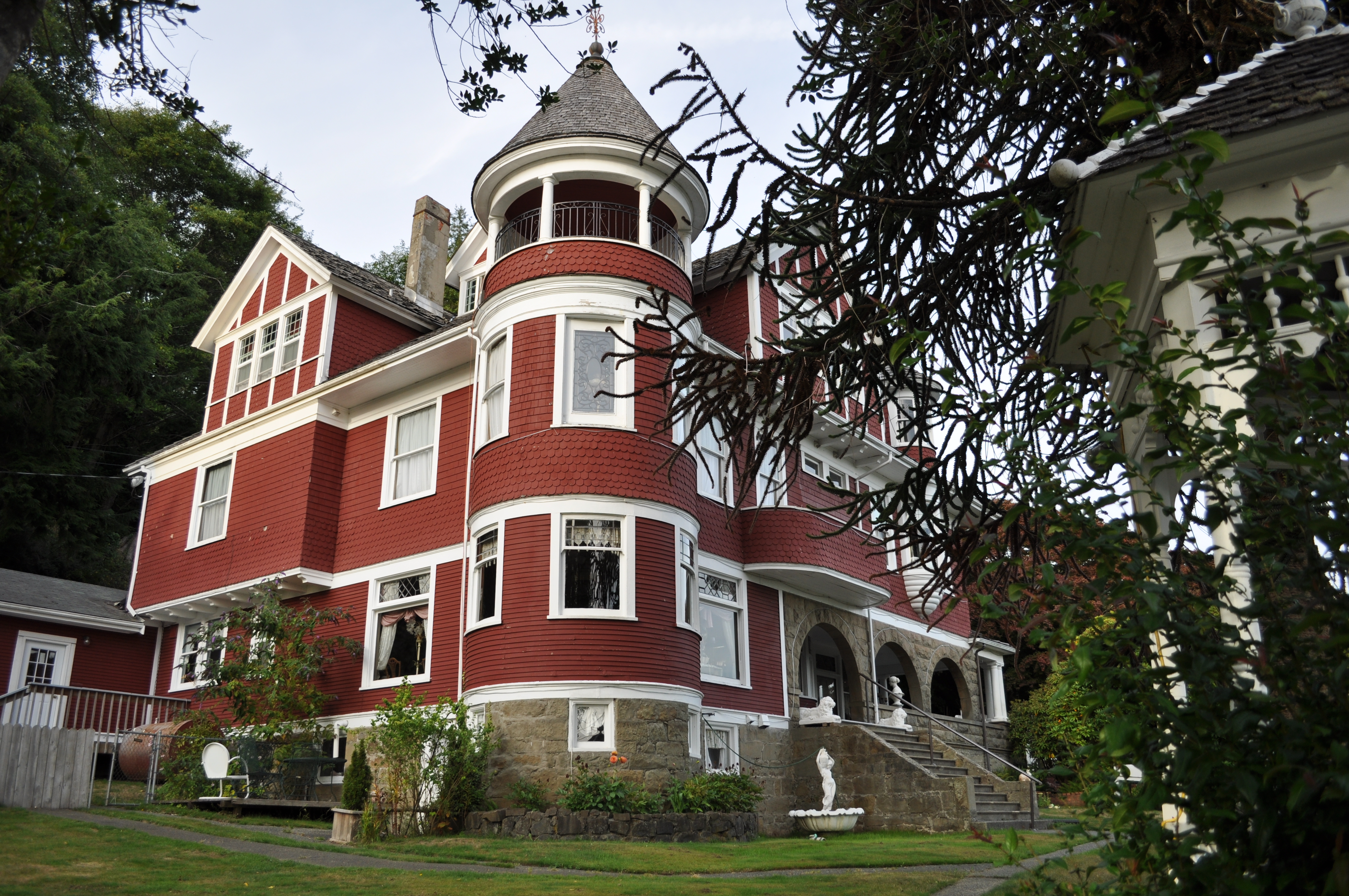
霍奎厄姆城堡，被列在國家史蹟名錄

## 外部連結
- 官方網站 （页面存档备份，存于）
- 中的“霍奎厄姆”